# تپه شتر مل
تپه شتر مل مربوط به دوره ساسانیان است و در شهرستان سرپل ذهاب، روستای شتر مل واقع شده و این اثر در تاریخ ۱۹ تیر ۱۳۴۸ با شمارهٔ ثبت ۸۴۴ به‌عنوان یکی از آثار ملی ایران به ثبت رسیده است.